# William G. Lennox
William Gordon Lennox (* 18. Juli 1884 in Colorado Springs, Colorado; † 21. Juli 1960 in Middlesex County, Massachusetts) war ein US-amerikanischer Neurologe und Epileptologe.

## Leben
Lennox wollte nach dem College-Besuch (in Colorado) eigentlich in Boston Theologie studieren, wurde aber wegen seiner schlechten Latein- und Griechisch-Kenntnisse abgelehnt, wonach er sich für das Medizinstudium an der Harvard Medical School entschied. Nach Abschluss des Studiums hielt er sich für vier Jahre als medizinischer Missionar in China (Union Medical College in Peking) auf, wo die Epilepsieerkrankung der Tochter eines Freundes sein Interesse an Epilepsie begründete.
Nach seiner Rückkehr nach Boston begann Lennox an der Harvard Medical School sowohl mit der Grundlagenforschung als auch klinischen Studien bei Epilepsie.

## Werk
Lennox war ein Pionier in der Anwendung der Elektroenzephalografie (EEG) für die Diagnose und die Behandlung der Epilepsie. Später arbeitete er u. a. mit dem Neurologen und klinischen Neurophysiologen Frederic A. Gibbs und führte Zwillingsstudien durch.
Er war u. a. 1936–1937 erster Präsident der US-amerikanischen Liga gegen Epilepsie (= Vorläuferorganisation der US-amerikanischen Epilepsiegesellschaft bzw. American Epilepsy Society; AES). sowie 1935–1949 Präsident und 1949–1953 Ehrenpräsident der Internationalen Liga gegen Epilepsie (englisch International League Against Epilepsy, ILAE).
Von 1941 bis 1948 war Lennox Mitherausgeber (mit Hans Iacob Schou) der zweiten Serie der Zeitschrift Epilepsia der ILAE, von 1948 bis 1950 (zweite Serie) und erneut 1952 (dritte Serie) dann alleiniger Herausgeber.
Nach ihm und Henri Gastaut ist das Lennox-Gastaut-Syndrom benannt.
Nach dem II. Weltkrieg regte er die Neugründung der deutschen Sektion der Internationalen Liga gegen Epilepsie (seit 2004: Deutsche Gesellschaft für Epileptologie) an.
Zusammen mit seiner Tochter Margret Lennox-Buchthal hat er u. a. ein klassisches, zweibändiges Epilepsielehrbuch verfasst, darüber hinaus war er auch Autor eines Eplepsie-Buches für Laien.

### Bücher
- W. G. Lennox, S. Cobb: Epilepsy. (= Medicine Monographs. Vol 14). Williams & Wilkins, Baltimore 1928.
- W. G. Lennox: The Health and Turnover of Missionaries. Advisory Committee, The Foreign Missions Conference, New York 1933.
- W. G. Lennox: Science and Seizures. New Light on Epilepsy and Migraine. Harper & Brothers, New York/  London 1941. (2. Auflage 1949)
- W. G. Lennox, M. A. Lennox: Epilepsy and Related Disorders. 2 Bände. Little, Brown and Company, Boston/ Toronto 1960.

## Ehrungen
- 1951: Albert Lasker Award for Clinical Medical Research

Nach ihm ist der „William G. Lennox Award“ der American Epilepsy Society (AES) benannt. Er wird seit den 1960er-Jahren vergeben, seit 1966 in der Regel jährlich, und ist heute mit 10.000 US-Dollar dotiert. Der Preis ist eine Auszeichnung für langjährige Mitglieder der AES für lebenslange Beiträge und Leistungen mit Bezug zur Epilepsie.